# Bertoldo Orsini

Stemma originario degli Orsini prima della successione Anguillara

Bertoldo Orsini (Roma, 1230 circa – 1319) è stato un politico italiano.

## Biografia
Fratello di Matteo Rubeo Orsini, fu podestà di Viterbo nel 1259, di Lucca nel 1262, di Messina nel 1269 e di Orvieto nel 1278.
Nel 1278 ricevette la nomina papale a conte di Romagna e governatore di Bologna; dopo un periodo di esilio presso Palestrina poiché inviso agli Annibaldeschi, fu podestà di Orvieto nel 1287 e governatore di Spoleto dal 1298.

## Discendenza
Sposò una tale Filippa, dalla quale ebbe tre figli:
- Orsina, sposò Francesco d'Este
- Gentile (?-1314 ca.), politico
- Giovanna, sposò Azzo VIII d'Este